# Paul Gusmann

Paul Gusmann 1888 als Student in Jena

Richard Paul Gusmann (fälschlich auch Gussmann; * 1. Oktober 1866 in Wandsbek; † 1. November 1941 in Lübeck) war ein deutscher Arzt, Bryologe und Entomologe.

## Leben und Wirken
Gusmann wurde 1866 im damals preußischen Wandsbek geboren und studierte nach seinem Abitur am Wandsbeker Gymnasium Medizin an den Universitäten Jena, Halle (Saale) und Leipzig. In Jena wurde er 1886 bei der Verbindung Salia aktiv, welche er jedoch 1895 wieder verließ und in die Verbindung und spätere Burschenschaft Holzminda in Göttingen eintrat. Nach seiner Promotion an der Universität Leipzig arbeitete er zunächst in Hamburger Krankenhäusern, ab 1897 dann in Schlutup in einer Landpraxis.
In seiner Freizeit widmete er sich fast ausschließlich dem Erforschen der Natur, insbesondere sammelte und bestimmte er Moose aus der Lübecker Gegend – sein aus 376 Arten bestehendes Moos-Herbarium, welches er dem Naturhistorischen Museum Lübeck vermacht hatte, fiel 1942 dem schweren Luftangriff auf Lübeck zum Opfer. Seine rund 66000 Exemplare umfassende Käfer-Sammlung hatte er ebenfalls dem Museum hinterlassen. Auch Flechten hatte Gusmann ab 1880 gesammelt. Zuerst in Hamburg und Halle, dann folgten von 1880 bis 1892 Funde aus dem Raum Halle, Hamburg, Jena und aus dem Fichtelgebirge. Er hat 166 Flechtenarten aufgefunden. Seine Algen-Sammlung umfasst 124 Arten aus Schleswig-Holstein und 47 Arten aus anderen Regionen.
Gusmann starb 1941. Das Lübecker Museum für Natur und Umwelt befasste sich 2008 in einer Ausstellung unter anderem mit Paul Gusmann als Naturforscher. In dem Lübecker Museum befinden sich heute noch seine lokalfaunistische Käfersammlung sowie Sammlungen von Moosen, Algen und Flechten.

## Veröffentlichungen
- Beitrag zur Käferfauna der Untertrave und ihrer Umgebung. In: Entomologische Blätter für Biologie und Systematik der Käfer. Teile 1–5. 1914–1940.